# Zahnärztlicher Fach-Verlag
Der Zahnärztliche Fach-Verlag ist Teil der „Dr. Hinz Unternehmen“, die sich seit 2009 unter einer gemeinsamen Dachmarke präsentieren. Zur Unternehmensgruppe gehören neben dem Zahnärztlichen Fach-Verlag das „Dr. Hinz Fachlaboratorium für Kieferorthopädie“ (gegründet 1970), die „Dr. Hinz Dental Vertriebsgesellschaft“ (gegründet 1982), die „Haranni Academie“ (gegründet 1988) sowie die „Dentronic Online Services“ (gegründet 1999).

## Geschichte
Im Jahr 1974, als die Kieferorthopädie Kassenleistung wurde, gründete Rolf Hinz, Fachzahnarzt für Kieferorthopädie (* 1. Januar 1928), den Zahnärztlichen Fach-Verlag. Das anfängliche Produktportfolio des Verlags, dessen Sitz zunächst im westfälischen Münster war, bestand aus einem kieferorthopädischen Abrechnungskommentar, einer Kieferorthopädie-Karteikarte sowie zehn Formularen. Schnell entwickelte sich der zfv Zahnärztliche Fach-Verlag zum führenden Medienspezialisten für Kommunikation, Fachinformation und Organisation mit einem breiten Angebot an Büchern, Merkblättern, Termin- und Patienten-Beratungssystemen.

## Konzeption heute
Abrechnung und Organisation, Fachwissen in Print- und Online-Medien sowie digitale und klassische Kommunikation für zahnärztliche und kieferorthopädische Praxen und ihre Mitarbeiter stehen im Mittelpunkt des heutigen Verlagsportfolios und weisen den Verlag als Dienstleister für den täglichen Praxisalltag aus. 
Publikationen und Produkte
Verschiedene zfv-Fachbuchreihen vermitteln Wissen für zahnärztliche Praxen und ihre Teams: zfv-Praxisführung, zfv-Fachinformation, zfv-Team, zfv-Pocket-Wissen, DZW-Praxiswissen, Dr. Hinz Praxis & Wissen, Prof. Hinz Ratgeber.
Zum Thema Abrechnung wurde das Portfolio von Abrechnungshilfen 2016 um das Online-Portal www.abrechnung-dental.de erweitert, welches unter der Dachmarke „Dr. Hinz Praxis und Wissen“ steht.
Digitale Medien wie Patientenfilme und digitale Beratungssysteme für alle relevanten Bereiche der modernen Zahnheilkunde runden das Verlagsprogramm ab und sollen Praxen bei ihrer zeitgemäßen Patientenaufklärung unterstützen.
Daneben hält der zfv Zahnärztliche Fach-Verlag ein Sortiment an Organisationsmitteln vor, zu dem eine Vielzahl an Formulare, Merkblätter, Patientenpässe etc. zählen.
Der zfv Zahnärztliche Fach-Verlag verfügt ebenfalls über einen umfangreichen Online-Shop. Unter www.zfv.de können Besucher neben den Fachtiteln auch alle Organisationsmittel und digitalen Medien erwerben.
Zeitschriften
Als Medienunternehmen publiziert der zfv Zahnärztliche Fach-Verlag seit 1987 die einzige unabhängige Wochenzeitung DZW – Die ZahnarztWoche, die Themen aus Gesundheits- und Berufspolitik, Wissenschaft und Praxis, Fortbildung, Personal- und Praxisführung, Dentaltechnik und Dentalmarkt vereint. Außerdem werden die Zeitschriften Prophylaxe Impuls, das offizielle Organ der „GPZ Gesellschaft für Präventive Zahnheilkunde“, „DGDH Deutsche Gesellschaft für Dentalhygieniker/Innen e.V.“ und von „ZP Zukunft Prophylaxe für die Prophylaxe-orientierte Zahnarztpraxis“, und Chance Praxis, die sich an junge Zahnärzte richtet, veröffentlicht.